# 밀교 (불교)

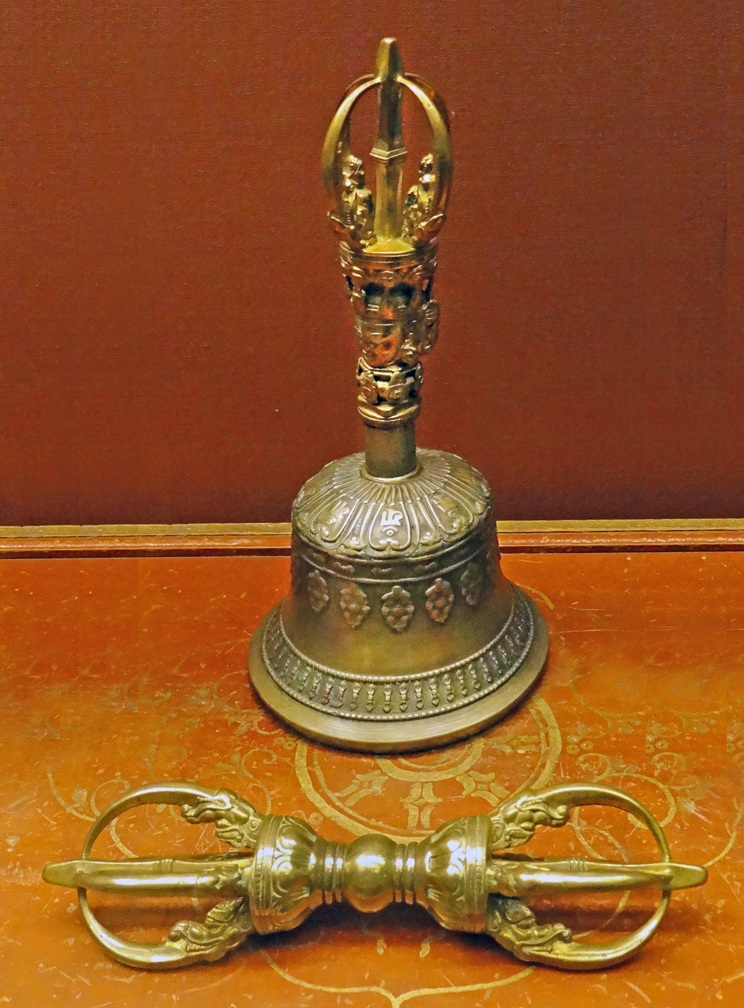

밀교(密敎)는 비밀의 가르침이란 뜻으로 문자 언어로 표현된 현교(顯敎)를 초월한 최고심원(最高深遠)한 가르침을 말한다. 일본에서는 진언종의 구카이(空海)가 불교를 현밀이교(顯密二敎)로 판별하여 금강승, 즉 밀교의 우위를 주장했다.
중국의 불교에서는 밀종(密宗)이라고 한다. 한국과 일본의 불교에서는 진언종이라고도 한다. 밀교는 금강승(金剛乘)이라고도 하는데, "밀교"와 "금강승"이라는 두 낱말은 티베트 불교와 동의어로 사용되는 경우도 있다.
금강승, 즉 밀교는 불법승 삼보 중에서 법의 화신인 대일여래를 본존으로 하는 종파이다. 밀교는 법신불(法身佛)로서의 대비로사나불(大毘盧舍那佛), 즉 대일여래(大日如來)가 부처 자신 및 그 권속(眷屬)을 위하여 비오(秘奧)한 신구의(身口意)의 삼밀(三密)을 풀이한 것으로, 《대일경(大日經)》에서 말하는 태장계(胎藏界), 《금강정경(金剛頂經)》에서 말하는 법문(法門)이나 다라니(陀羅尼) · 인계(印契) · 염송(念誦) · 관정(灌頂) 등의 의궤(儀軌)를 그 내용으로 하고 있다.
금강승, 즉 밀교는 티베트에서 가장 흥하였고, 아직도 티베트의 지배적인 종교 또는 종파이다. 밀교는 힌두교의 영향이 깊게 들어온 불교이다. 티베트 불교에서는 달라이 라마를 관세음보살, 즉 관자재 보살, 혹은 천수천안보살의 화신으로 정교 일치의 지도자로 깊이 존경한다 (참고 판첸 라마). 밀교, 즉 티베트 불교는 중국을 두렵게 할 만큼 호전적이었던 토번, 즉 지금의 티베트인을 가장 평화를 추구하는 민족으로 바꿀 만큼 티베트에 지대한 영향을 미쳤다.
밀교는 중국 원나라 때도 전파되어 오늘날 밀교를 가장 많이 신앙하는 지역은 티베트와 몽골이다.

## 성립 연대
| 연표: 불교 전통의 성립과 발전 (기원전 450년경부터 기원후 1300년경까지)                 |                         |          |                    |                          |                          |                          |                          |                          |               |               |               |
|                                                                                        |                         |          |                    |                          |                          |                          |                          |                          |               |               |               |
|                                                                                        | 450 BCE                 | 450 BCE  | 250 BCE            | 100 CE                   | 100 CE                   | 500 CE                   | 500 CE                   | 700 CE                   | 800 CE        | 800 CE        | 1200 CE       |
|                                                                                        |                         |          |                    |                          |                          |                          |                          |                          |               |               |               |
| 인도                                                                                   | 원시불교                |          |                    |                          |                          |                          |                          |                          |               |               |               |
| 인도                                                                                   | 원시불교                | 부파불교 | 부파불교           | 부파불교                 | 부파불교                 | 대승불교                 | 대승불교                 | 밀교·금강승              | 밀교·금강승   | 밀교·금강승   |               |
| 인도                                                                                   | 원시불교                | 부파불교 | 부파불교           | 부파불교                 | 부파불교                 |                          |                          |                          |               |               |               |
| 인도                                                                                   | 원시불교                |          |                    |                          |                          |                          |                          |                          |               |               |               |
| 인도                                                                                   | 원시불교                |          |                    |                          |                          |                          |                          |                          |               |               |               |
|                                                                                        |                         |          |                    |                          |                          |                          |                          |                          |               |               |               |
| 스리랑카 · 동남아시아                                                                  |                         |          | 상좌부 불교        | 상좌부 불교              |                          |                          |                          |                          |               |               |               |
| 스리랑카 · 동남아시아                                                                  |                         |          |                    |                          |                          |                          |                          |                          |               |               |               |
| 스리랑카 · 동남아시아                                                                  |                         |          |                    |                          |                          |                          |                          |                          |               |               |               |
|                                                                                        |                         |          |                    |                          |                          |                          |                          |                          |               |               |               |
| 중앙아시아                                                                             |                         |          | 그레코 불교        | 그레코 불교              | 그레코 불교              | 그레코 불교              |                          | 티베트 불교              | 티베트 불교   | 티베트 불교   | 티베트 불교   |
| 중앙아시아                                                                             |                         |          |                    |                          |                          |                          |                          | 티베트 불교              | 티베트 불교   | 티베트 불교   | 티베트 불교   |
| 중앙아시아                                                                             | 비단길을 통한 불교 전파 |          |                    |                          |                          |                          |                          | 티베트 불교              | 티베트 불교   | 티베트 불교   | 티베트 불교   |
|                                                                                        |                         |          |                    |                          |                          |                          |                          |                          |               |               |               |
| 동아시아 · 한·중·일                                                                    |                         |          |                    | 천태종 · 정토종 · 일련종 | 천태종 · 정토종 · 일련종 | 천태종 · 정토종 · 일련종 | 천태종 · 정토종 · 일련종 | 천태종 · 정토종 · 일련종 | 밀교 · 진언종 | 밀교 · 진언종 | 밀교 · 진언종 |
| 동아시아 · 한·중·일                                                                    |                         |          |                    | 천태종 · 정토종 · 일련종 | 천태종 · 정토종 · 일련종 | 천태종 · 정토종 · 일련종 | 천태종 · 정토종 · 일련종 | 천태종 · 정토종 · 일련종 |               |               |               |
|                                                                                        |                         |          |                    |                          |                          |                          |                          |                          |               |               |               |
|                                                                                        | 450 BCE                 | 450 BCE  | 250 BCE            | 100 CE                   | 100 CE                   | 500 CE                   | 500 CE                   | 700 CE                   | 800 CE        | 800 CE        | 1200 CE       |
| \| \| 범례: \| \| = 상좌부 불교 전통 \| \| = 대승불교 전통 \| \| = 밀교·금강승 전통 \| |                         |          |                    |                          |                          |                          |                          |                          |               |               |               |
|                                                                                        | 범례:                   |          | = 상좌부 불교 전통 |                          | = 대승불교 전통          |                          | = 밀교·금강승 전통       |                          |               |               |               |

## 밀교의 대두
인도는 본래 다신교의 나라였다. 불교가 성립되기 이전에 이미 바라문교(婆羅門敎)의 제신(諸神)을 숭배하였으며, 재앙을 막고 복을 받기 위한 요가수행과 성구(聖句)·만트라(眞言)의 구송(口誦), 불 속에 물건을 던져넣으면서 하는 여러 종류의 기원 따위가 행해지고 있었다. 노력에 의하여 정각(正覺)에 이를 것을 이상으로 하는 불타의 가르침은 이들과는 배치되는 것이었으나 꽤 오래전부터 불교 속에 바라문교의 여러 신들이 수호신으로서 받아들여졌고 또 수호주(守護呪) 따위가 독송되고 있었다. 7세기에 들어와서 화엄경(華嚴經) 등 대승불교의 경전을 기반으로 하여 바라문교와 기타 민간종교의 주법(呪法) 등으로부터 영향을 받은 밀교가 성립되었다. 밀교라 함은 다라니나 만트라를 욈으로써 마음을 통일하여 정각에 이르고자 하는 실천적인 가르침이며 그 심오한 경지는 외부에서 들여다보아서는 알 수가 없다는 비밀교라는 뜻의 약칭이다. 여기에는 범신론적인 불타관은 나타나지 않고 만다라(曼茶羅)와, 외우면 영험을 얻게 된다는 다라니(陀羅尼), 식재(息災)·조복(調伏)·증익(增益)을 위한 호마법(護摩法) 등 제법(諸法)의 채용이 그 특색이다.

## 인도의 밀교
원시불교에서는 금지되어 있었던 세속적인 주술(呪術)이나 비의(秘儀)가 차차 인도 불교 속에 침투되었는데, 특히 재가신자(在家信者)를 중심으로 해서 일어난 대승불교에는 그 경향이 강하여 대승경전 속에 다라니라고 부르는 주문(呪文)이 있으며 후일 이것이 하나의 독립된 경전이 되었다.
한편, 부처의 법신(法身)의 가르침도 그 범신적(汎神的) 경향으로 신비주의와 연결되기 쉽고, 그 신비주의적 해석 중에는 불교의 궁극적(窮極的)인 입장이 있는 것으로 알려지게 되었다.
이리하여 대승불교의 새로운 전개로서 금강승(金剛乘)이라고 부르는 밀교의 교의가 성립되고, 7세기경 그 교의를 설(說)한 《대일경(大日經)》이나 《금강정경(金剛頂經)》이 출현하였다.
밀교는 부처의 입장에서의 비밀행(秘密行: 삼밀 · 三密)이기 때문에 자기수행이라는 면이 적고, 현실긍정적이라는 면에서 일반인에게 침투하기 쉬워 급속하게 확대되었으나, 현세의 행복추구가 동시에 쾌락추구라고 하는 타락의 위험을 품고 있고, 후에는 남녀의 결합을 신성시하는 좌도밀교(左道密敎)를 낳아 인도 불교 멸망의 한 원인이 되기도 하였다.

### 잡밀(雜密)·순밀(純密)
초기의 밀교사상에는 제존(諸尊)도 정리되어 있지 않았으나, 7세기 후반에 들어와서 대일경(大日經)과 금강정경(金剛頂經)이 성립하여 밀교의 이론적 근거가 정비되자 밀교교리의 실천에 의한 성도(成道)가 강조되었다. 이것을 순밀교라 칭하고 그밖의 것을 잡밀이라고 하여 구별한다. 순밀은 금강승(金剛乘)이라고도 한다.

### 좌도밀교(左道密敎)
밀교는 바라문교 혹은 힌두교의 지반을 이용하여 퍼지게 되었는데 뒤에는 힌두교의 일파인 시바의 여신 샤크티(性力)를 숭배하는 샤크티파 따위와 결부되어 윤좌예배(輪坐禮拜)와 성적 황홀경 속에서 해탈을 얻으려는 좌도밀교(탄트라 불교)라고 하는 것으로 기울게 되었다. 이것은 인간의 애욕과 쾌락을 긍정하고 즉신성불(卽身成佛)을 가르치려 한 것이었으나 인도의 민중 사이에 잠재해 있었던 성(性) 숭배의 신앙과 겹쳐서 비외(卑猥)스러운 성적비의(性的秘儀)에 떨어지는 수가 많았다.

### 인도불교의 멸망
굽타 왕조(270∼470년경)를 중심으로 하여 최성기를 맞았던 대승불교는 뒤이어 고원(高遠)한 학문과 사상체계로 이론화되어 종교로서 민중으로부터 멀어지는 경향이 있었다. 한편 밀교는 민중의 현실적 요구에 부응하는 것이었으나 힌두교적 색채가 강해짐에 따라서 불교 본래의 모습은 희박해지고 다시 좌도화(左道化)되어 타락의 길을 걸음으로써 당시 이슬람 세력에 대항하고 있던 인도 제왕(諸王)의 민족의식과 결부되어 부흥기에 있었던 전통 바라문교－힌두교 앞에서 후퇴를 당하지 않으면 안 될 상황에 있었다. 특히 12세기말부터 13세기초에 걸쳐 배타적 일신주의를 내건 이슬람 세력이 침입하여 불교의 중심지였던 비하르지 방을 점령하고 밀교의 본거지였던 비크라마시라 사원을 비롯하여 많은 불교사원을 파괴하고 많은 승려를 죽였다. 이렇게 하여 불교는 내외적으로 쇠퇴가 촉진되어 인도 땅에서 쇠망하게 되었다. 오늘날 아삼이나 벵골 지방에서 소수의 불교도가 잔존해 있으며 또한 일부에서는 부흥운동도 일어나고 있다.

## 중국의 밀교
수당시대(隋唐時代)의 종파 불교에서 마지막을 장식하는 것이 인도 밀교(密敎)의 중국 전래이다.
다라니(陀羅尼)는 예로부터 조금씩 중국으로 전해졌으나 나란다사(寺)의 학승(學僧)이었던 선무외(善無畏)가 716년(당 현종의 開元4)에 입조(入朝)하여 밀교를 전하면서 《대일경(大日經)》과 그 밖의 것을 번역했다. 선무외의 제자인 일행(一行: 683-727)은 삼론(三論)과 천태(天台)를 배워 이 입장에서 《대일경》을 주석하여 《대일경소(大日經疏)》를 저술했다.
또한 720년(당 현종의 開元8)에는 역시 나란다사(寺)의 학승인 금강지(金剛智)가 와서 《금강정염송경(金剛頂念誦經)》을 번역했으며 또한 그의 제자 불공(不空)은 스승의 사망 후 인도에 돌아가 밀교 경전(密敎經典)》을 비롯한 80부의 밀교 경전을 번역했다.
만다라(曼茶羅)의 염송(念誦), 다라니의 독송(讀誦), 가지기도(加持祈禱) 등 독자적인 수법(修法)을 행하는 밀교는 중국으로의 전래 당시부터 당나라 조정과 밀접한 관계를 가져 국가종교적 색채가 짙었으며 후에는 민간에도 유행했다. 당나라 말기에는 무종(武宗)의 폐불(廢佛)로 큰 타격을 받아 민간신앙에 동화했으나 밀교가 지니는 의례나 기도는 중국의 다른 불교 종파에도 큰 영향을 주었다.

## 한국의 밀교
한국에 밀교가 처음 들어온 것은 신라의 명랑법사(明朗法師: fl. 668)가 선덕왕 4년(635)에 당나라에서 귀국하면서부터이다. 명랑은 밀교를 신라에 처음 전래하여 진언종의 별파인 신인종(神印宗)의 종조가 되었다.
같은 시대의 밀본(密本: fl. 7세기)도 비밀법(秘密法)을 통해 선덕왕의 질병을 치유하여 밀교 전파에 공헌하였다.
명랑과 밀본 이후 혜통(惠通: fl. 7세기)은 당에서 인도 밀교승 선무외(善無畏: 637-735)에게 밀교 교의를 배운 다음 문무왕 5년(665)에 귀국하여 크게 교풍(敎風)을 일으켰으며, 후대에서는 혜통은 해동 진언종(眞言宗)의 조사로 삼았다.

## 일본의 밀교
일본의 진언종은 구카이(空海 · くうかい · 홍법 대사: 774-835)가 중국 당나라의 장안으로 건너가 청룡사에서 혜과로부터 배운 밀교를 기반으로 하고 있다.
일본의 진언종은 밀교를 불교의 최고 진리라 천명하고 즉신성불(卽身成佛)의 사상을 강조하였다.  종교의 실천적인 면에서 일본의 진언종은 밀교의 방법을 더욱 중시한다.  또 "국가의 안정을 수호"하며 "재앙을 없애고 복을 쌓는 것"을 경서를 읽고 불사에 종사하는 목적으로 간주하였다.

## 티베트의 밀교
밀교는 티베트에서 가장 흥하였고, 지금도 티베트의 지배적인 종교 또는 종파이다. 때문에 "밀교" 또는 "금강승"이라는 두 낱말은 티베트 불교와 동의어로 사용되기도 한다.

## 주의 사항
정통 밀교의 참모습을 보지 못하며 밀교에 대해 많은 오해를 가질 수 있어서, 인도 후기 밀교의 경우에는 밀교 수행의 자격은 현교(顯敎)의 경론에 대해 해박한 지식을 갖추고 시험을 거쳐야만 인정되어 밀교 수행에 참여할 수 있다. 티벳 불교의 밀교 수행을 하려면 달라이 라마를 비롯한 현존하는 스승들이 이끄는 관정식(灌頂式)에서 입문 의식을 치러야 한다.
이렇게 관정을 받으면 그것으로 생겨난 영안이 이유가 되어서 아무리 힘들더라도 밀교 수행을 해야 하기 때문에 이를 잘 아는 티베트인들은 오히려 관정을 잘 받으려 하지 않는다. 인도 델리 박물관연구소(NMI)에서 박물관학(Museology)을· 전공한 최연철 박사는 한국 불교인들은 수행을 하지 않더라도 관정을 어떻게든 받고 보자는 풍토가 많다고 평한다.

## 같이 보기
- 현교
- 대승불교
- 진언종

## 참고 문헌
- 이 문서에는 다음커뮤니케이션(현 카카오)에서 GFDL 또는 CC-SA 라이선스로 배포한 글로벌 세계대백과사전의 내용을 기초로 작성된 글이 포함되어 있습니다.